# Alexandria Anderson
Alexandria Anderson (ur. 28 stycznia 1987) – amerykańska lekkoatletka, sprinterka.

## Osiągnięcia

### Mistrzostwa świata
| Miejsce | Dzień       | Rok  | Miejscowość | Konkurencja        | Czas biegu | Strata   | Zwycięzca         |
| ------- | ----------- | ---- | ----------- | ------------------ | ---------- | -------- | ----------------- |
| 7.      | 12 sierpnia | 2013 | Moskwa      | bieg na 100 m      | 11,10 s    | + 0,39 s | Shelly-Ann Fraser |
| srebro  | 18 sierpnia | 2013 | Moskwa      | sztafeta 4 × 100 m | 42,75 s    | + 1,46 s | Jamajka           |

### Rekordy życiowe
- bieg na 100 metrów – 10,91 (2013) / 10,88 (2012)
- bieg na 200 metrów – 22,60 (2009)
- bieg na 60 metrów (hala) – 7,12 (2011)
- bieg na 200 metrów (hala) – 22,81 (2008)